# フルスロットル (応援歌)
『フルスロットル』とは2ちゃんねる上で創作された、MotoGPレーサー（当時）関口太郎選手の応援歌。
本稿ではこの楽曲を収録したミニアルバムについても併せて記載する。

## 概要
2005年、関口太郎選手はスポンサー企業の突然の撤退による資金難に陥り、広く個人にまで新たなスポンサーを求めていた。そんな中、2ちゃんねるのバイク板に彼の活動を応援するスレッドが建てられ、当該楽曲はこのスレッドに集った人々によって関口太郎のスポンサー獲得活動を支援する目的で生み出された。
楽曲にはインスト版、初期ボーカル版(3-596バージョン)、アレンジ違い、萬Z(量産型)歌唱の"hardman-mix"等いくつかのバージョンが存在し、後述するミニアルバムに収録されているもの以外はインディーズ音楽配信サイトNEXTMUSICにて無料で公開されていた。
2005年11月11日、在京ラジオ局J-WAVEの番組「Jam the WORLD」に萬Z(量産型)がゲストで出演した際に、当該楽曲がオンエアされた。

## ミニアルバム
収益の一部が関口選手に還元される。楽曲は全てJASRACに著作権を信託せず、発売当時はCDの発売元となったリアランドが著作権を管理（管理楽曲の項参照）していた。現在は"Full Throttle 2010"収録曲も含め、関口太郎選手本人が著作権を管理し、非商用の範囲内で個人が使用することを認めているため、個人でのインターネットラジオやポッドキャストでの配信、Flash作品や動画投稿サイトでの二次創作といったケースでの自由な利用が可能となっている。

### フルスロットル 〜TO THE TOP〜
CD版。2006年3月27日発売。品番：RLD-0109(JAN CODE:4560198660043)。 プロデュースは萬Z(量産型)。
1. ナレーション
  - 文章： naos,　朗読： 風間勇刀
2. フルスロットル(hardman-mix)
  - 作曲： 1-456, 作詞： naos, 編曲・唄： manzo
3. fanfare 44
  - 作・編曲： 若林友一
4. Ride(hardman-mix)
  - 作曲： 若林友一, 編曲： 若林友一 & manzo
5. Gurdian
  - 作・編曲： 若林友一
6. unite
  - 作・編曲： 若林友一
7. TO THE TOP(hardman-mix)
  - 作曲： naos, 編曲: manzo
8. P.I.T.(Pride In TRIAL)
  - 作・編曲： manzo
9. フルスロットル(Inst)
  - 作曲： 1-456, 編曲: manzo

付録としてTeam(･∀･)2chステッカー・リアランドのWEBアニメ「ウサライダー」ステッカーさらにオリジナルステッカー3種の内一枚が封入された。

### Full Throttle 2010（フルスロットル2010）
ダウンロード販売版。2010年3月30日、メロンブックスの同人ダウンロード販売サイト「メロンブックス.com」（現：メロンブックスDLにて販売が開始された。CD版とは収録楽曲が異なる。
1. フルスロットル - hardman mix -（CD版と同一）
2. manzoスペシャルメッセージ（録り下ろし）
3. Dream Again - Reproduct 2010（mikoがボーカルを担当し、2007年に発表した当時のデータ（水野雅昭（ドラムス）、若林友一（キーボード・共に当時のSPANK PAGEのメンバー）が演奏参加）を元に、WEB-MIXがリプロダクトを担当。）
4. OPEN YOUR HEART - mix 2010 -（REd Hot HouSe・リプロダクト版）
5. P.I.T. - Pride In TRIAL -（CD版と同一）
6. フルスロットル - Inst. -（CD版と同一・カラオケ）
7. Dream Again - Reproduct 2010 Inst. -（上記リプロダクト版のカラオケ）

## 脚註
1. ↑  2010年4月末頃をもって閉鎖されたため、現在は閲覧不能。Team(･∀･)2ch music project @ NEXTMUSIC (Internet Archive キャッシュ)
2. ↑  81.3 FM J-WAVE : SOUND SEARCHにて"2005年11月11日21時00分"と検索し、確認。2010年4月3日閲覧。
3. ↑  管理業務は作詞者naosが主宰するTGAStudioが代行している。参考：TGAStudio.com » 制作協力
4. ↑  外部リンク 「関口太郎ライダー　応援ページ（Cheer Page）」内、"著作権管理除外項目"の項を参照のこと
5. ↑  “Full Throttle 2010 - 関口太郎応援スペシャルアルバム -｜関口太郎オフィシャルブログ” (2010年3月30日). 2010年5月20日閲覧。